# Shanti (Elefant)

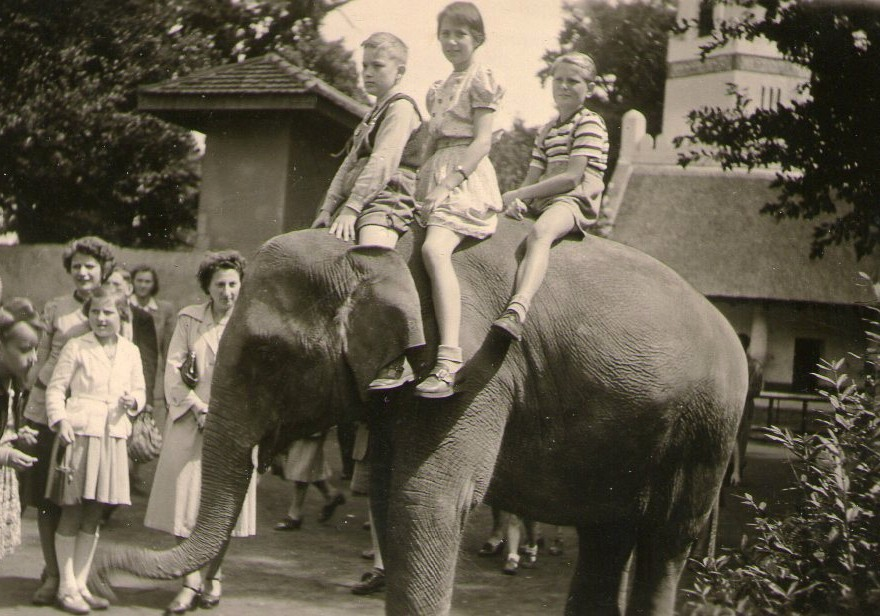
Berliner Kinder reiten auf Shanti

Shanti (* 1948 in Madras; † 29. Juni 1975 in Berlin) war eine asiatische Elefantenkuh (Elephas maximus) im Zoologischen Garten Berlin.

## Vorgeschichte
Nach Luftangriffen und Bombenabwürfen während des Zweiten Weltkriegs wurde das damalige Elefantenhaus im Zoo Berlin zerstört und fast alle Elefanten starben durch herabfallende Trümmer oder mussten wegen schwerer Verletzungen getötet werden. Lediglich ein „Siam“ genannter asiatischer Elefantenbulle überlebte, verstarb jedoch im März 1947 an einer akuten Darmentzündung. Somit war im Zoo kein Elefant mehr zu besichtigen, was im Besonderen die Berliner Kinder bedauerten und weshalb sie Briefe verfassten, um wieder einen Elefanten für Berlin zu gewinnen. Diese Briefe wurden dem indischen Ministerpräsidenten Pandit Nehru übergeben, der daraufhin tatsächlich versprach, den Kindern einen Elefanten zu schenken. Dieses Versprechen löste er ein und am 30. Juni 1951 traf ein junger weiblicher Asiatischer Elefant in Berlin ein, der zuvor in freier Wildbahn gelebt hatte. Er erhielt den Namen „Shanti“. Der Name Shanti (Sanskrit शान्तिः śāntiḥ) hat die Bedeutung absoluten inneren Friedens.

## Leben im Zoo
Das Elefantenmädchen wurde von der damaligen Zoodirektorin Katharina Heinroth in Empfang genommen. Shanti war zu diesem Zeitpunkt drei Jahre alt, 23 Zentner schwer und 1,60 Meter hoch. Da das noch im Bau befindliche neue Elefantenhaus erst 1955 fertig wurde, lebte Shanti zunächst behelfsweise im Zebrahaus. In Ermangelung von Elefantengefährten wurde sie zeitweise mit anderen Tieren gruppiert. Zur Beschäftigung wurden außerdem  Spaziergänge mit ihrem Pfleger durch den Zoo durchgeführt. Neben Flusspferd Knautschke und Giraffe Rieke zählte sie bald zu den Publikumslieblingen. Da Shanti eine sehr gutmütige, ruhige und friedfertige Elefantendame war, durften Berliner Kinder unter Aufsicht des Pflegers zuweilen auf ihr reiten.
Mit dem Umzug in das fertige Elefantenhaus und der Ankunft weiterer Elefanten gestaltete sich das Leben Shantis zeitweise schwierig, da Probleme mit der Rangordnung auftraten. Sie starb 1975 an einer Sepsis. Zudem hatte sie eine Beckenfraktur nach Auseinandersetzungen in der inzwischen vergrößerten Gruppe erlitten. Pandit Nehruhs Tochter Indira Gandhi, inzwischen selbst Ministerpräsidentin, schenkte dem Zoo 1977 mit „Iyoti“ eine neue Elefantenkuh, die bis 2019 im Zoo lebte.